# 羽梨山神社
羽梨山神社（はなしやまじんじゃ）は、茨城県笠間市上郷にある神社。祭神は木花咲耶姫命。常陸国茨城郡の式内小社で、旧社格は郷社。

## 由緒
古くは羽梨山の中腹に鎮座していた。
天智天皇3年（664年）、桜の多い羽梨山の中腹に木花咲耶姫命を祀る祠を建立したこととをきっかけに、「花白山神社」と呼ばれるようになった。
延暦22年（803年）には坂上田村麻呂が陸奥征討の戦勝祈願し、社殿を寄進した。
平将門の乱では、平貞盛が弓矢、砂金を奉納し、平将門征伐の戦勝祈願をした。
平安時代には源頼義、源義家が矛、太刀、鎧、神馬を奉納した。神馬の鐙のみ現存する。
鎌倉時代には鎌倉から移り住んだ宍戸家政が社殿を建て替える。
天正11年（1542年）には兵火により羽梨山の中腹の社殿が焼失し、現在の鎮座地となる山麓の熊野権現に合祀された。寛文8年（1668年）には社殿が新造された。
元禄16年（1703年）には現在の明神石鳥居、延享4年（1747年）には現在の社殿を建立した。

明治時代の神仏分離令により、別当寺の普賢院の管理から離れる。

### 社格

#### 神階
羽梨神
- 貞観12年（870年）8月23日 - 従五位上[3]
- 仁和元年（885年）9月7日 - 正五位下[4]

#### 近代社格制度
羽梨山神社
- 明治6年（1868年）4月1日 - 郷社[2]
- 明治40年（1902年）5月20日 - 神饌幣帛料供進指定神社[5]

## 祭事
- 元旦祭（1月1日）
- 節分祭（2月3日）
- 祈年祭（4月11日）
- 例大祭（11月第2土・日曜日）
- 新嘗祭（11月23日）[2]

## 境内

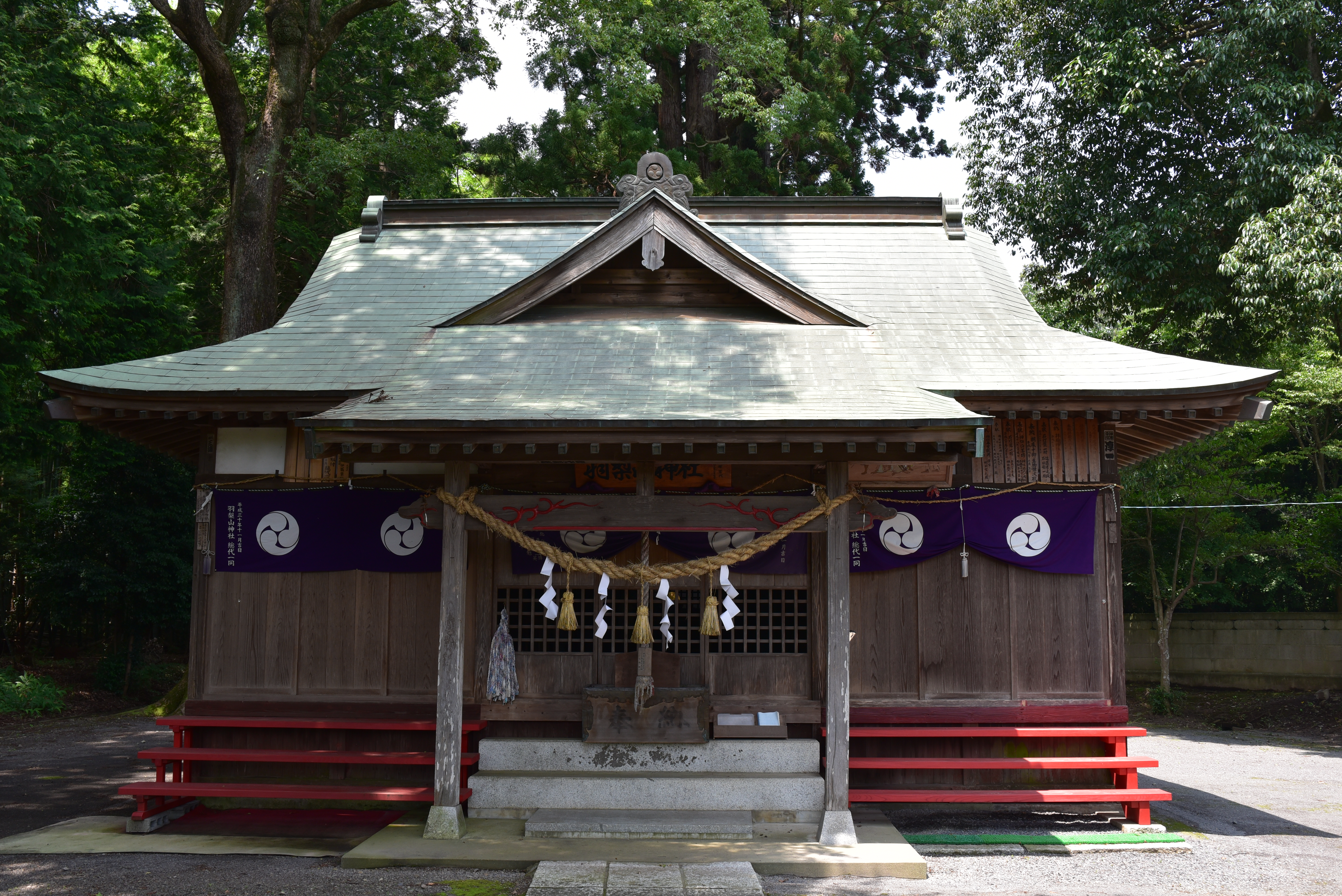
拝殿
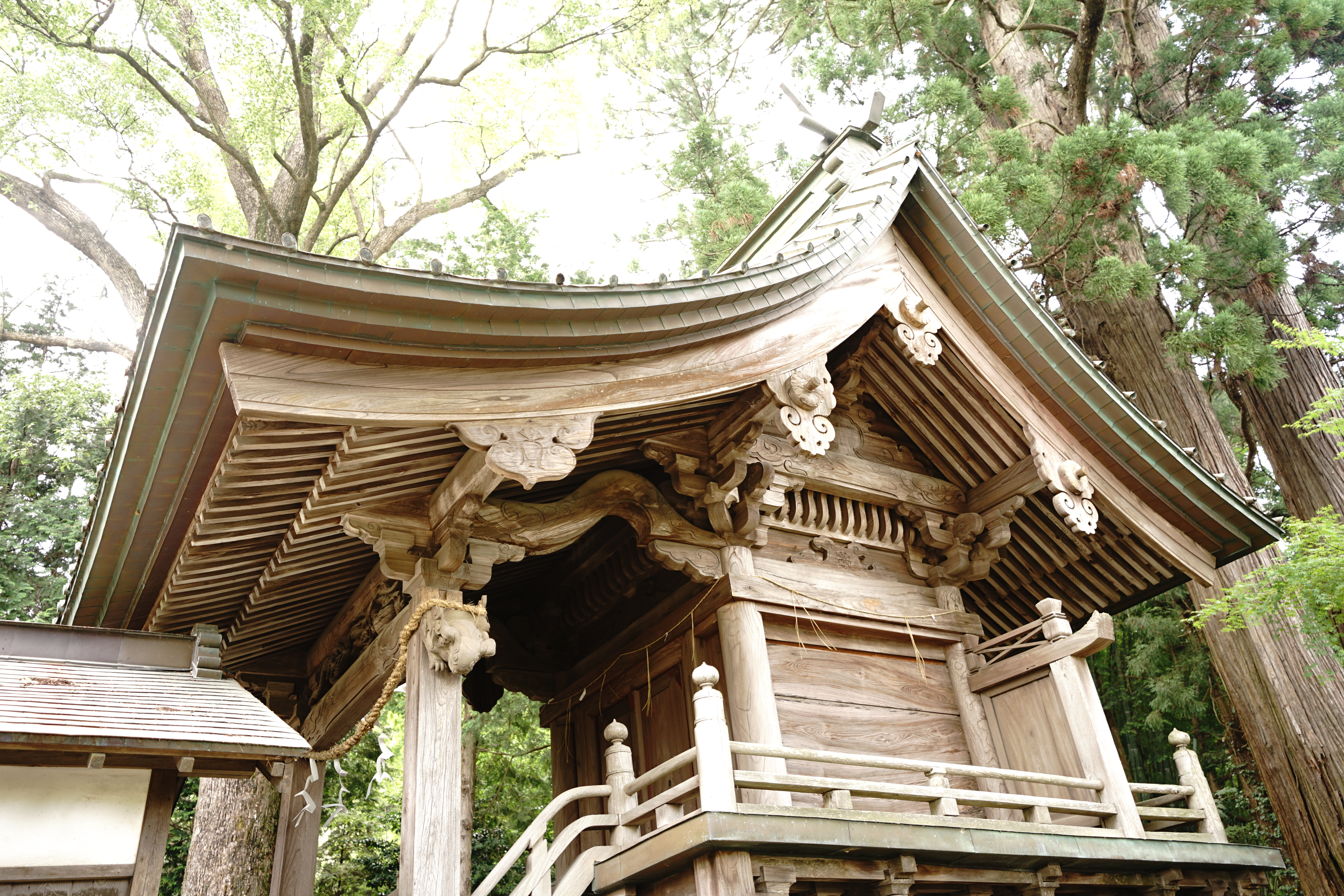
本殿
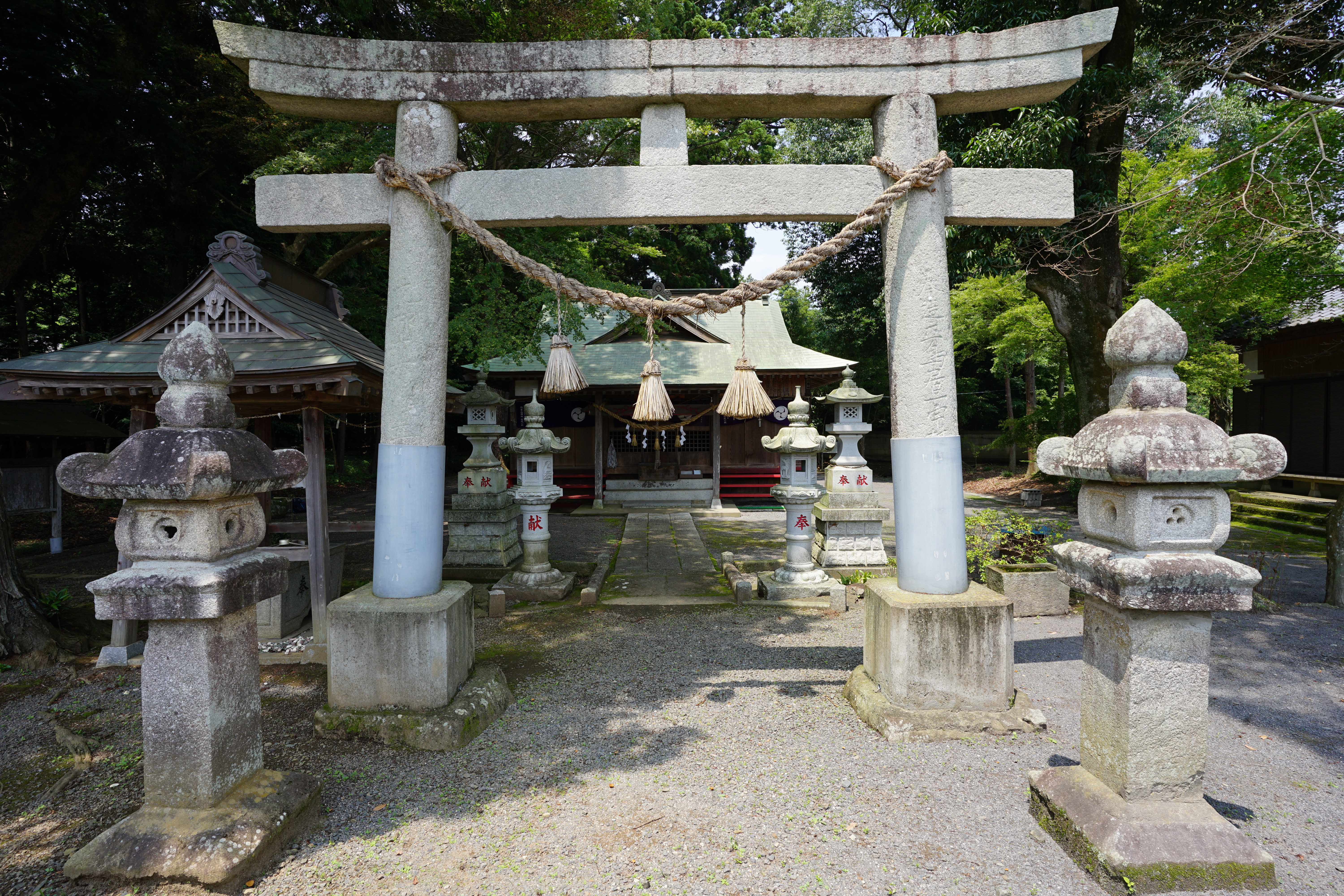
鳥居

## 交通
- JR常磐線岩間駅から3.3km（徒歩40分）